# Колибите
Вижте пояснителната страница за други значения на Колибите.
Колѝбите е село в Югозападна България, община Струмяни, област Благоевград.

## Население

### Етнически състав
Преброяване на населението през 2011 г.
Численост и дял на етническите групи според преброяването на населението през 2011 г.:
|                     | Численост |
| Общо                | 3         |
| Българи             | 3         |
| Турци               | -         |
| Цигани              | -         |
| Други               | -         |
| Не се самоопределят | -         |
| Неотговорили        | -         |

## География
Село Колибите се намира на около 48 km юг-югозападно от областния център Благоевград и около 16 km запад-югозападно от общинския център Струмяни. Разположено е в южните разклонения на Малешевска планина, на около 2 km северозападно от село Никудин, 3 km източно от село Добри лаки и 4 km юг-югоизточно от село Раздол. Черен път излиза от селото на юг към Никудин и на север към Раздол.
Населението на село Колибите, наброявало 206 души при преброяването към 1934 г. и 251 към 1956 г., намалява до един човек (по текущата демографска статистика за населението) към 2020 г.
При преброяването на населението към 1 февруари 2011 г., от обща численост 3 лица, за 3 лица е посочена принадлежност към „българска“ етническа група.

## История
В „Етнография на вилаетите Адрианопол, Монастир и Салоника“, издадена в Константинопол в 1878 година и отразяваща статистиката на населението от 1873 година, Колибите (Kolibité) е посочено като село с 26 домакинства и 80 жители българи.

## Редовни събития
Съборът на селото е на 15 август Голяма Богородица.